# The Nielsen Company
The Nielsen Company ist ein Marktforschungsunternehmen mit Sitz in London, Vereinigtes Königreich, und Verwaltungszentrum in New York City in den Vereinigten Staaten. Nielsen betreibt Niederlassungen in über 100 Ländern und beschäftigt weltweit circa 46.000 Mitarbeiter. 2018 betrug der Jahresumsatz 6,5 Milliarden US-Dollar. Die Aktien des Unternehmens werden an der New Yorker Börse gehandelt.
Das Unternehmen geht auf die 1923 in Chicago etablierte A.C. Nielsen Corp. zurück. Die heutige Nielsen Company entstand 2007 aus dem niederländischen Informations- und Medienkonzern VNU (Verenigde Nederlandse Uitgeverijen), der ACNielsen 2001 übernommen hatte.
Nielsen ist globaler Marktführer im Bereich Marktforschung.

## Geschichte
1923 gründete Arthur C. Nielsen in den Vereinigten Staaten die Firma AC Nielsen. Es war das erste Unternehmen, das Marktforschung anbot. 1939 begann die internationale Expansion. 1954 wurde AC Nielsen Deutschland gegründet, die heute ebenfalls The Nielsen Company heißt.
Nielsen wurde 1984 von Dun & Bradstreet erworben. 1996 teilte D&B das Unternehmen in zwei eigenständige Firmen: Nielsen Media Research, zuständig für die Quotenmessung beim Fernsehen und AC Nielsen, zuständig für Kinokassendaten und die Forschung zum Kaufverhalten von Konsumenten. 1999 wurde Nielsen Media Research von dem niederländischen Konzern VNU (Verenigde Nederlandse Uitgeverijen) aufgekauft. VNU kaufte später auch AC Nielsen und führte die beiden Unternehmen 2001 wieder zusammen. Zu den Publikationen der Firma gehörten unter anderem auch The Hollywood Reporter und das Billboard-Magazin. 2007 wurde der Konzern VNU, zu dem die Nielsen-Unternehmen gehören, in The Nielsen Company umbenannt.
Von 2006 bis 2011 war das Unternehmen im Besitz von Finanzinvestoren. Im Januar 2011 folgte der Börsengang an der New York Stock Exchange. 2015 verlegte The Nielsen Company ihren Sitz von Diemen in den Niederlanden nach London im Vereinigten Königreich. Das wichtigste Verwaltungszentrum blieb in New York City.
David L. Calhoun war seit 23. August 2006 CEO der Gesellschaft. Calhoun trat die Nachfolge von Rob Ruijter (CFO von VNU) an, der seit Juni 2006 als Interims-CEO fungiert hatte. Seit dem 1. Januar 2014 bis Anfang Dezember 2018 war Mitch Barns CEO, gefolgt von David Kenny.
Im November 2020 verkaufte das Unternehmen seinen Geschäftsbereich Global Connect, der sich an Hersteller von Konsumgütern richtete, an Advent International, anschließend wurde der Bereich in NielsenIQ umbenannt. Der verbliebene Geschäftsbereich Global Media zielt auf Kunden aus den Branchen Medien und Werbung.
Im März 2022 gab Nielsen bekannt, dass das Unternehmen ein Angebot in Höhe von 16 Mrd. US-Dollar von einer Gruppe von Private-Equity-Investoren unter der Leitung der Elliott Investment Management-Tochter Evergreen Coast Capital Corp. und Brookfield Business Partners angenommen hatte. Der Nielsen-Verwaltungsrat hatte ein ursprüngliches Angebot des Investmentkonsortiums in Höhe von 9 Mrd. US-Dollar abgelehnt. Die Transaktion wurde im Oktober 2022 abgeschlossen.

## Unternehmen

### Struktur
Nielsen besitzt über 170 Tochterunternehmen in über 60 Ländern weltweit.

### Beteiligungen
- The Nielsen Company (Germany) GmbH
- ACNielsen
- Nielsen BookScan
- Nielsen Media Research
- Nielsen NetRatings
- Nielsen Broadcast Data Systems
- Nielsen SoundScan
- Spectra Marketing Systems, Inc
- Claritas
- HCI
- Clio Awards

### Niederlassungen
Deutschland
In Deutschland ist Nielsen mit der auf Handelsforschung und Verbraucheranalysen spezialisierten Niederlassung The Nielsen Company (Germany) GmbH in Frankfurt am Main (Nebenstellen in Hamburg und München) präsent. Nielsen Media Research beobachtet den Werbemarkt und stellt die Bruttowerbeumsätze relevanter Mediengattungen und Werbeträger fest. Untersucht werden Hörfunk und Fernsehen, Publikums- und Fachzeitschriften, Tageszeitungen, Plakat und Internet nach Wirtschaftsbereichen, Produktgruppen und -familien sowie Firmen und Marken. Bei der Erfassung und Analyse der Brutto-Werbeumsätze in Deutschland hat Nielsen Media Research aufgrund der geringen Marktbedeutung von Thomson Media Control eine Quasi-Monopolstellung. In Magdeburg eröffnete Nielsen im August 2016 das auf Medizintechnik spezialisierte Tochterunternehmen Tele Medical GmbH.
Österreich und Schweiz
Die österreichische A.C. Nielsen Ges.m.b.H. hat ihren Sitz in Wien, die Schweizer The Nielsen Company (Switzerland) GmbH in Root Längenbold.

## Kritik
Im Oktober 2012 wurde die Nielsen Company (Germany) vom Rat der Deutschen Markt- und Sozialforschung gerügt. Laut des Rates der Deutschen Markt- und Sozialforschung hatte Nielsen bei einem Haushaltspanel „schwerwiegend gegen das Anonymisierungsgebot, die berufsethischen Pflichten eines Panelbetreibers sowie das Gebot der Abstandswahrung von Marktforschung zu forschungsfremden Tätigkeiten verstoßen“.

## Publikationen
- Billboard magazine
- R&R
- The Hollywood Reporter
- Adweek
- Brandweek
- Mediaweek
- Editor & Publisher
- Kirkus Reviews
- Computing und IT Week
- Personal Computer World
- The Inquirer